# 米特贝格
米特贝格是奥地利施蒂利亚州利岑县的一个市镇。总面积17.3平方公里，总人口1098人，人口密度63.5人/平方公里（2005年）。